# تحويل إلى رواية
الرواية (أو تحويل الرواية إلى نص روائي) هي رواية مشتقة تقتبس قصة عمل تم إنشاؤه لوسيلة أخرى، مثل فيلم أو مسلسل تلفزيوني أو مسرحية أو كتاب هزلي أو لعبة فيديو . كانت روايات الأفلام تحظى بشعبية خاصة قبل ظهور الفيديو المنزلي، ولكنها لا تزال تحقق نجاحًا تجاريًا كجزء من الحملات التسويقية للأفلام الكبرى. غالبًا ما تكتب بواسطة كتاب محترفين بناءً على مسودة مبكرة من سيناريو الفيلم وفي موعد نهائي ضيق.

## التاريخ والغرض
بدأت إنتاج الروايات السينمائية في عشرينيات القرن العشرين للأفلام الصامتة مثل فيلم Les Vampires (1915-1916) وفيلم London After Midnight (1927). كان فيلم كينغ كونغ (1933) أحد أول الأفلام التي تحتوي على حوار منطوق والتي حولت إلى رواية. كانت روايات الأفلام مربحة بشكل خاص خلال سبعينيات القرن العشرين قبل أن يصبح الفيديو المنزلي متاحًا، حيث كانت آنذاك الطريقة الوحيدة لإعادة تجربة الأفلام الشعبية بخلاف البث التلفزيوني أو إعادة الإصدار في دور العرض. بيعت ملايين النسخ من روايات حرب النجوم (1977)، والفيلم الفضائي (1979)، والفيلم السينمائي ستار تريك (1979).
أول لعبة فيديو حولت إلى رواية كانت Shadowkeep، في عام 1984.
حتى بعد ظهور الفيديو المنزلي، ظلت روايات الأفلام تحظى بشعبية كبيرة، حيث أدرجت نسخة جودزيلا (2014) في قائمة نيويورك تايمز لأكثر الكتب مبيعًا للكتب الورقية الموجهة للسوق العام. وقد عُزي ذلك إلى جاذبية هذه الروايات لدى المعجبين: حيث تباع حوالي 50% من الروايات للأشخاص الذين شاهدوا الفيلم ويرغبون في استكشاف شخصياته بشكل أكبر، أو إعادة الاتصال بالحماس الذي شعروا به عند مشاهدة الفيلم. لذلك فإن الفيلم هو أيضًا نوع من الإعلانات التجارية لروايته؛ حيث يؤثر نجاح الفيلم أو فشله على مبيعات الرواية. وعلى العكس من ذلك، تساعد روايات الأفلام في توليد الدعاية للأفلام القادمة، وتعمل كحلقة وصل في سلسلة تسويق الفيلم.
وبحسب تقديرات صناعة النشر، فإن نحو واحد أو اثنين في المائة من جمهور الفيلم سيشترون روايته. وهذا يجعل هذه الأعمال المنتجة بتكلفة منخفضة نسبيًا اقتراحًا جذابًا تجاريًا في حالة امتيازات الأفلام الضخمة. وقد نُسب الفضل إلى العدد المتزايد من الروائيين المعروفين سابقًا الذين تناولوا أعمالًا مرتبطة بهذه الأعمال في اكتساب هذه الأعمال "لمسة من الاحترام" بعد أن تم تجاهلها سابقًا في الدوائر الأدبية باعتبارها مشتقة وبضائع مجردة.

## المتغيرات

### فيلم
من المفترض أن يقوم كاتب الرواية بضرب 20.000 إلى 25.000 كلمة من سيناريو الرواية في 60.000 كلمة على الأقل. عادة ما يحقق الكتاب ذلك من خلال إضافة الوصف أو التأمل. يندفع الكتاب الطموحون إلى العمل على التحولات والشخصيات فقط لتحقيق "تنسيق أكثر نثرًا". في بعض الأحيان يخترع "الروائي" مشاهد جديدة من أجل إعطاء "بعد إضافي" للحبكة، بشرط أن يُسمح له بذلك. يهدف الناشرون إلى توفير الروايات في المتاجر قبل إصدار الفيلم، مما يعني أنه من الضروري عادةً أن تستند الرواية إلى سيناريو بدلاً من الفيلم المكتمل. قد يتطلب الأمر شخصًا مطلعًا ليخبر ما إذا كانت الرواية تنحرف عن الفيلم النهائي بشكل غير مقصود لأنها تستند إلى نسخة سابقة تضمنت مشاهد محذوفة. وبالتالي فإن الرواية تقدم أحيانًا مادة ستظهر لاحقًا في نسخة المخرج. في بعض الحالات، تكتب روايات منفصلة لنفس الفيلم للنشر في بلدان مختلفة، وقد تكون هذه الروايات مبنية على مسودات مختلفة للسيناريو، كما كانت الحال بوضوح مع الروايات الأمريكية والبريطانية لفيلم Capricorn One. يختار الكتاب طرقًا مختلفة لإثراء السيناريو. على سبيل المثال، تضمنت رواية "المصارع" لـ ديوي جرام معلومات تاريخية أساسية.
إذا كان الفيلم مبنيًا على رواية، فإن الرواية الأصلية عادةً ما يتم إعادة إصدارها بغلاف يعتمد على ملصق الفيلم. إذا رغبت شركة أفلام أيضًا في نشر رواية منفصلة، فمن المفترض أن تتواصل الشركة مع المؤلف الذي لديه "حقوق منفصلة". يتمتع الكاتب بهذه الحقوق إذا ساهم في المادة المصدرية (أو أضاف إليها قدرًا كبيرًا من المدخلات الإبداعية) وإذا ذكر اسمه بشكل صحيح.
توجد أيضًا روايات مُقتبسة من روايات أصلية، حيث يُقتبس الفيلم نفسه من رواية أصلية. كتب الروائي وكاتب السيناريو كريستوفر وود رواية مُقتبسة من فيلم جيمس بوند "الجاسوس الذي أحبني". على الرغم من أن رواية إيان فليمنج الصادرة عام ١٩٦٢ ‏ كانت لا تزال متوفرة في المكتبات، إلا أن قصتها لا علاقة لها بفيلم عام ١٩٧٧. لتجنب الارتباك، سميت رواية وود بـ جيمس بوند، الجاسوس الذي أحبني ‏. تعتبر هذه الرواية أيضًا مثالًا لكاتب سيناريو يكتب سيناريوهه الخاص. نشر فيلم Star Wars: From the Adventures of Luke Skywalker ‏ تحت اسم جورج لوكاس ولكن تم تحويل نصه إلى رواية بواسطة الكاتب المتميز آلان دين فوستر .
يواجه محررو الاستحواذ الذين يبحثون عن كاتب روائي قضايا مختلفة. قد لا يكون لدى المؤلف كل المعلومات اللازمة؛ فقد كتب فوستر رواية Alien دون أن يعرف شكل Xenomorph. قد يكون العقد مقيدًا للغاية؛ فقد اضطر ماكس آلان كولينز إلى كتابة رواية طريق الهلاك بناءً على الفيلم فقط، دون التفاصيل التي أنشأها للرواية المصورة التي تحمل نفس الاسم ‏ والتي يستند إليها الفيلم. قد تؤدي إعادة كتابة النصوص إلى إعادة كتابة الرواية في اللحظة الأخيرة. إعيد كتابة سيناريو فيلم Modesty Blaise لعام 1966 بواسطة خمسة مؤلفين مختلفين. إن الكاتب أو طبيب السيناريو ‏ المسؤول عن ما يسمى بالنسخة "النهائية" ليس بالضرورة هو الفنان الذي ساهم بالفكرة الأصلية أو معظم المشاهد. قد تتفاقم طبيعة السيناريوهات غير المتجانسة في الأفلام بسبب قيام مخرج الفيلم أو الممثل الرئيسي أو مستشار السيناريو بإعادة كتابتها أثناء التصوير. يتعين على المحرر الذي يعتزم توظيف أحد كتاب السيناريو المعتمدين أن يأخذ في الاعتبار أن الكتاب الأوائل لم يعودوا على دراية بالمسودة الحالية أو أنهم يعملون بالفعل على سيناريو فيلم آخر. ليس كل كاتب سيناريو متاحًا، أو راغبًا في العمل مقابل أجر أقل مما يمكن كسبه من خلال كتابة سيناريوهات الأفلام، وقادرًا على تقديم الكمية المطلوبة من النثر في الوقت المحدد. حتى لو كان الأمر كذلك، لا تزال هناك مسألة الروايات التي تتمتع بسمعة مشكوك فيها. تعترف الجمعية الدولية للكتاب المرتبطين بالإعلام بأن حرفتهم "غير معترف بها إلى حد كبير". تتطلب قواعد نقابة الكتاب الأمريكية أن يكون لكتاب السيناريو الحق في الرفض الأولي ‏ لكتابة روايات من أفلامهم الخاصة، لكنهم نادرًا ما يفعلون ذلك بسبب افتقارهم إلى المكانة والمال.
بعض الروايات تطمس الخط الفاصل بين الرواية الأصلية والرواية الأصلية التي تشكل أساسًا لتكييفها إلى فيلم. قدم آرثر سي كلارك أفكار فيلم 2001: ملحمة الفضاء للمخرج ستانلي كوبريك. استنادًا إلى قصصه القصيرة الخاصة وتعاونه مع كوبريك أثناء التحضير وصنع هذا الفيلم المقتبس، كتب رواية الفيلم التي تحمل نفس الاسم والتي يقدرها المعجبون لأن الفيلم لا يقدم سوى القليل من التوضيح ‏، كما تملأ الرواية بعض الفراغات. كتب ديفيد موريل رواية First Blood عن جون رامبو ، والتي أدت إلى تحويل الرواية إلى فيلم يحمل نفس الاسم. على الرغم من أن رامبو يموت في نهاية قصته الأصلية، إلا أن موريل كان لديه فقرة في عقده تنص على أنه يظل "الشخص الوحيد الذي يمكنه كتابة كتب عن رامبو". وقد أتت هذه الفكرة بثمارها بالنسبة له عندما قرر منتجو الفيلم تغيير النهاية وقرروا عمل جزء ثانٍ. وافق ديفيد موريل على تنفيذ الرواية وتفاوض على حريات غير مسبوقة مما أدى إلى نجاح غير مسبوق أيضًا عندما دخل كتابه قائمة نيويورك تايمز لأكثر الكتب مبيعًا وبقي هناك لمدة ستة أسابيع.
سيمون تيمبلار أو جيمس بوند هما مثالان على الامتيازات الإعلامية التي حظيت بشعبية كبيرة لأكثر من جيل. عندما تم إصدار الفيلم الروائي The Saint في عام 1997 كان مبتكر هذه الشخصية ( ليزلي تشارتريس ) قد توفي بالفعل منذ أربع سنوات. ومن ثم كان لا بد من أن يكتب روايتها مؤلف آخر. من ناحية أخرى، كان لدى إيان فليمنج خلفاء رسميون كتبوا روايات جيمس بوند المعاصرة "ما بعد فليمنج". خلال فترة ولايته، اختير جون جاردنر لكتابة رواية رخصة القتل في عام 1989 وكذلك رواية العين الذهبية في عام 1995 . وجد جون جاردنر خليفته في رايموند بنسون الذي كتب بالإضافة إلى العديد من روايات بوند الأصلية ثلاث روايات أخرى بما في ذلك The World Is Not Enough.

### القصص المصورة
في حين أن الكتب المصورة مثل سلسلة Classics Illustrated غالبًا ما تقدم اقتباسات من الروايات، فإن تحويل القصص المصورة إلى روايات يعد أمرًا نادرًا نسبيًا. مغامرات سوبرمان ‏، التي كتبها جورج لوثر ونشرت في عام 1942، هي أول رواية لشخصية من القصص المصورة.

### ألعاب الفيديو
حولت ألعاب الفيديو إلى روايات بنفس الطريقة التي يتم بها تحويل الأفلام إلى روايات. في حين أن اللاعبين قد يستمتعون بلعب مشهد معين من الحركة لساعات، فإن مشتري الرواية قد يشعرون بالملل قريبًا إذا قرأوا فقط عن مثل هذا المشهد. وبالتالي، سيتعين على الكاتب أن يقلل من الفعل.
على الرغم من أن الروايات تميل إلى أن تكون ذات مكانة منخفضة، وغالبًا ما يُنظر إليها على أنها "عمل مبتذل"، فقد كتب العديد من المؤلفين الأدبيين المشهود لهم بالنقد روايات، بما في ذلك آرثر كالدر مارشال ‏، وويليام كوتزوينكل ‏ وريتشارد إلمان. كما كتب المؤلف الأكثر مبيعًا كين فوليت، في بداية حياته المهنية، رواية أيضًا، وكذلك فعل إسحاق أسيموف، في وقت لاحق من حياته المهنية. على الرغم من أن الكتابة المرتبطة بالرواية أصبحت بشكل متزايد مجالًا للروائيين المعروفين سابقًا، إلا أنها لا تزال تعاني من عيوب، من وجهة نظر الكتاب، تتمثل في الأجر المتواضع والمواعيد النهائية الضيقة وعدم وجود ملكية للملكية الفكرية التي أنشأت.
الجمعية الدولية لكتاب القصص الإعلامية المقتبسة هي جمعية أمريكية تهدف إلى الاعتراف بكتاب القصص الإعلامية المقتبسة والمقتبسة . توزع جوائز سنوية، تُعرف باسم "الكتبة"، في فئات بما في ذلك "أفضل رواية مقتبسة".

### مسلسل تلفزيوني
كانت سلسلة Doctor Who تحتوي على قصص مستوحاة من عصر السلسلة الأصلية التي نشرتها شركة Target Books.
حولت حلقات ستار تريك إلى قصص قصيرة بواسطة كاتب الخيال العلمي الشهير جيمس بليش. يتضمن كل مجلد من القصص عددًا من التعديلات على القصة القصيرة. قام آلان دين فوستر لاحقًا بتكييف سلسلة الرسوم المتحركة التالية إلى سلسلة Star Trek Log.
كتب ميل جيلدن روايات مستوحاة من مسلسل بيفرلي هيلز 90210 ، حيث قام بدمج ثلاث حلقات في كتاب واحد. كما أوضح، فإن هذا النهج يتطلب منه البحث عن قصة مشتركة.

### القصص المصورة
في أوائل سبعينيات القرن العشرين، طلبت دار نشر أفون من لي فالك تقديم روايات فانتوم ‏ المستندة إلى الشريط الهزلي الذي يحمل نفس الاسم . عمل فالك على الروايات بمفرده ومع بعض التعاونيات. أدى الخلاف حول كيفية منحه الفضل إلى توقف المسلسل.

### روايات مبنية على مسرحيات
- زهرة الزنبق القرمزية  [لغات أخرى]‏ (1908)، البارونة أورتشي
- تم شراؤها ودفع ثمنها (1912)، آرثر هورنبلو
- ربطة قلبي (1913)، ج. هارتلي مانرز
- بيتر ووندي (1911)، ج.م. باري
- الخفاش (1926)، ستيفن فينسنت بينيت  [لغات أخرى]‏
- فتاة الغرب الذهبي  [لغات أخرى]‏ (1911)، ديفيد بيلاسكو
- الأسد والفأر (1906)، آرثر هورنبلو
- العقل المدبر (1913)، مارفن دانا  [لغات أخرى]‏
- رحيل الطابق الثالث (1935)، كلود هوتون
- عودة بيتر جريم (1912)، ديفيد بيلاسكو

## روابط خارجية
- "اقرأهم وابك"، مقال بقلم جو كوينان في صحيفة الغارديان
- "انتقام الروايات"، مقالات بقلم مراجعين متحولين من الجحيم:
  - الجزء الأول، الجزء الثاني، الجزء الثالث، الجزء الرابع